# Vaga de lloguers de 1931 a Barcelona
La Vaga de lloguers de 1931 a Barcelona fou una vaga de lloguers duta a terme a Barcelona l'any 1931 convocada pel Comitè de Defensa Econòmica creat específicament per la Confederació Nacional del Treball. En aquella època l'Exposició Internacional de 1929 havia atret milers d'immigrants que es quedaren sense feina ni diners, així que començà una onada de desnonaments amb molts amos llençant fins i tot els mobles dels habitatges pels balcons per pressionar els llogaters. La situació de conflicte social portà a una vaga que durà uns 8 mesos i tingué un seguiment de 100.000 famílies que es negaren a pagar els arrendaments. En assemblea el Comitè reuní unes 150.000 persones que acordaren diverses reclamacions com la d'exigir la baixada d'un 40% dels lloguers. Les reclamacions no foren ateses i s'inicià la vaga estenent-se des de la Barceloneta fins a Sants, el Clot, Poblenou i també a l'Hospitalet de Llobregat i Santa Coloma de Gramenet. El setembre d'aquell any la vaga de lloguers coincidí amb la Vaga de la Telefònica de 1931 i al setembre amb una Vaga general convocada per la CNT. En les manifestacions als carrers hi hagué desenes de ferits i detinguts, i un total de 18 morts. Tal nivell de repressió i l'esgotament feren que la vaga finalitzés aquell mes de desembre.

## Història
L'any 1929 l’Exposició Universal va comportar la construcció de diversos serveis molt importants a la ciutat de Barcelona, com serien el metro i les vies ràpides a la ciutat, així com la urbanització de la muntanya de Montjuïc. Aquest auge de la construcció va atreure persones d'arreu d’Espanya, però no es va preveure un pla d’habitatges per absorbir tota aquesta nova població, fet que va disparar els preus dels lloguers d’una forma desorbitada.
A la dècada del 1930, Barcelona va passar de tenir 600.000 habitants a més d'un milió i, aviat, tant els peons nouvinguts es van adonar que no hi havia feina per a tothom ni habitatge. En un context en què la crisi econòmica nord-americana del 1929 ja estava arribant a Europa, molts no podien pagar les seves rendes, que estaven aconseguint preus desproporcionats en comparació als sous.
En acabar la Primera Guerra Mundial, a tot Europa hi hagué diversos projectes socials de construcció d'habitatge, però a la ciutat de Barcelona la burgesia de la ciutat va impedir que un pla així s'apliqués a la ciutat. Així, el gener del 1930, al final de l’Exposició Universal es va generar un fort augment de l'atur i una epidèmia de fam, ja que llavors l'única prestació pública eren les cures de la indigència. Amb aquesta situació d'emergència social, el sindicat de la construcció de la CNT va crear el Comitè de Defensa Econòmica, amb el qual pensaren arribar a una entesa amb la Cambra de la Propietat i l’Ajuntament per reduir el preu dels lloguers, però no reberen cap resposta tot i les grans manifestacions per tota la ciutat, amb l'oposició sobretot de la Cambra de la Propietat, que va aconseguir el suport de tots els governs, incloent-hi el de Madrid.
El Comitè de Defensa Econòmica decidí convocar a la seva seu del número 26 del carrer dels Mercaders, tots els llogaters que volguessin adherir-se a una vaga de lloguers i fer-ne el seguiment. Acordaren com a reivindicació entre d'altres la reducció d’un 40% del preu del lloguer, a més de plantejar que no pagués lloguer aquell que no tingués ingressos, així com recol·locar tots els aturats allà on hi hagués feina. La vaga convocada finalment el 5 de juliol, es va secundar especialment en barris on s'havia construït habitatge precari o habitatge oficial conegut com les cases barates, com les de Can Peguera.
Llavors començà una gran onada de desnonaments, obligant els obrers a crear una caixa de resistència per fer front als pagaments dels afectats per les expulsions dels seus llocs de feina. També quan un jutjat executava un desnonament i baixava els mobles al carrer, els veïns els tornaven a pujar. Mantenint-se aquesta situació fins a l’agost del 1931, amb l’arribada de la guàrdia d’assalt a Barcelona. En posteriors desnonaments els mobles ja no es baixaven sinó que serien llançats violentament pels balcons, però els obrers mobilitzats seguiren pujant-los de nou als habitatges. A més, a les manifestacions l'estratègia dels vaguistes fou posar dones embarassades a primera fila, però la guàrdia d’assalt carregava igualment contra elles. El Seguiment de la vaga es calculà entre 90.000-100.000 llars l'agost del 31 segons la CNT.
El Comitè de Defensa Econòmica va ser empresonat al complet l’any 1931, i la Cambra de la Propietat es va considerar guanyadora del conflicte. En els enfrontaments entre la guàrdia d’assalt i el sindicat de la construcció pels empresonaments van morir sis persones.
Malgrat tot, el Comitè de Defensa també es va considerar guanyador de la vaga, ja que segons els seus càlculs, s’havien estalviat de pagar 50 milions de pessetes en lloguers. I la vaga segui, allargant-se tot l'any 1932 i diferents associacions de veïns van aconseguir negociar els preus dels lloguers amb la propietat, arribant fins i tot a no haver de pagar lloguers abusius fins a l’any 1942.
La vaga tingué una convocatòria intermitent durant tot el període de la Segona República, assolint nombrosos acords. El barri de Ferrer i Guàrdia, un dels quatre de cases barates que es van arribar a fer a Barcelona, va ser un dels llocs on més va durar aquesta vaga de lloguers. En aquest barri (anomenat d'Eduardo Aunós, abans i després de la República), l’organització veïnal liderada també per dones com Victoria Ruiz Rodríguez “la Benita” i Dolores Maldonado Ruiz va aconseguir aturar desnonaments, trobar alternatives d'habitatge i crear xarxes de suport veïnal. La resposta, liderada per la Cambra de la Propietat i el Patronat de l'Habitació de Barcelona, va ser una forta repressió policial i jurídica. El 20 de març de 2023, s'inauguraria un faristol de memòria a les antigues Cases Barates de la Marina del Prat Vermell i a la Biblioteca Francesc Candel en records d'aquella vaga i lluita veïnal.